# Арти (Арьеж)
Арти́ (фр. Artix, окс. Artics) — коммуна во Франции, находится в регионе Окситания. Департамент коммуны — Арьеж. Входит в состав кантона Вариль. Округ коммуны — Памье.
Код INSEE коммуны — 09021.

## Население
Население коммуны на 2008 год составляло 106 человек.
| 1962 | 1968 | 1975 | 1982 | 1990 | 1999 | 2008 |
| ---- | ---- | ---- | ---- | ---- | ---- | ---- |
| 54   | 66   | 61   | 80   | 76   | 91   | 106  |

## Экономика
В 2007 году среди 59 человек в трудоспособном возрасте (15—64 лет) 47 были экономически активными, 12 — неактивными (показатель активности — 79,7 %, в 1999 году было 70,5 %). Из 47 активных работали 45 человек (23 мужчины и 22 женщины), безработных было 2 (1 мужчина и 1 женщина). Среди 12 неактивных 3 человека были учениками или студентами, 8 — пенсионерами, 1 был неактивным по другим причинам.